# Autoroute 755
L'autoroute 755 était une désignation d'autoroute collectrice desservant principalement le centre-ville de Trois-Rivières au Québec (Canada). La désignation est abandonnée au profit de celle d'autoroute 40 lorsque le projet de contournement de l'agglomération trifluvienne est mis au rancart.

## Histoire
En 1971, lors de la planification du réseau routier en Mauricie, une autoroute desservant le centre-ville de Trois-Rivières est priorisée devant le projet d'un prolongement de l'autoroute 40, dont le tracé est censé contourner la ville. La construction de cette autoroute urbaine est annoncée le 17 août 1972. Elle est ouverte le 30 septembre 1977 entre l'autoroute Transquébécoise et le boulevard Thibeau sous le nom d'« autoroute de la Mauricie ». Le nom « autoroute de Francheville » est attribué par un arrêté en conseil en décembre 1977.
En 1997, la désignation d'autoroute de Francheville est abandonnée définitivement au profit de celle d'autoroute Félix-Leclerc (A-40), alors que le tracé de cette dernière empruntait temporairement l'A-755 tant que la voie de contournement de Trois-Rivières n'eut pas été construite[réf. nécessaire].